# إلفورد الجنوبية (دائرة انتخابية في المملكة المتحدة)

إلفورد الجنوبية

إلفورد الجنوبية (بالإنجليزية: Ilford South)‏ هي إحدى الدوائر الانتخابية في المملكة المتحدة الممثلة في مجلس العموم في برلمان المملكة المتحدة.
عضو البرلمان الذي يمثلها حالياً هو :Mike Gapes (Lab/Co-op).